# Pointe à la Hache
Pointe à la Hache település az Amerikai Egyesült Államok Louisiana államában, Plaquemines megyében, melynek megyeszékhelye is. Lakosainak száma 183 fő (2020. április 1.).

## Népesség
A település népességének változása:

| 2010 | 187 |
| 2020 | 183 |